# 草屋
草屋（くさや）は、2002年4月に竣工された、スタジオジブリの各部署と三鷹の森ジブリ美術館関係法人の事務所が入居している建物の通称。
所在地は、東京都武蔵野市御殿山2-13-11。
建物は大断面集成材工法の木造2階建で、山田建築研究所の設計。

## 入居しているホスト
- スタジオジブリ商品企画部
- スタジオジブリイベント事業室
- 株式会社二馬力
- 株式会社マンマユート団
- 財団法人徳間記念アニメーション文化財団分室

## 特徴
- 福島県の休耕田を借りて育成された在来種の雑草と野芝が屋根一面を覆っているのが最大の特徴である。設計を手掛けた山田達也は、宮崎駿の注文に難色を示したものの、排水や耐久性の問題など数々の工夫を凝らし建物を作り上げた[1]。
- 武蔵野市の広報誌でナイスな建物1位に選出されたことがある。